# 岩井俊介
岩井 俊介（いわい しゅんすけ、2001年7月30日 - ）は、愛知県高浜市出身のプロ野球選手（投手）。右投右打。福岡ソフトバンクホークス所属。

## 経歴

### プロ入り前
高浜市立港小学校時代にラビットボーイズで野球を始め、高浜市立南中学校時代は硬式野球の愛知刈谷ボーイズでプレーした。
京都翔英高校では1年秋に背番号15で近畿大会に出場し、大阪桐蔭との1回戦に登板した。ただ、高校3年間は控え投手であり、3年夏は背番号11で公式戦未登板のまま、チームは京都大会3回戦で福知山成美に敗れた。
名城大学へ進学すると、同大コーチの山内壮馬の指導もあり、最速156km/hを計測するまでに成長。1年秋からリーグ戦に登板し、2年春は最多勝・ベストナイン・最優秀選手賞を獲得。3年春にも最多勝、4年春は敢闘賞を獲得し、6月に参加した大学日本代表候補合宿ではストレートの回転数がプロでもトップレベルとされる2780回転を計測した。7月には日米大学野球選手権大会の日本代表に選出され、2試合に登板して日本の優勝に貢献した。4年間のリーグ戦では通算38試合（29先発）に登板し、14勝5敗・防御率2.069。

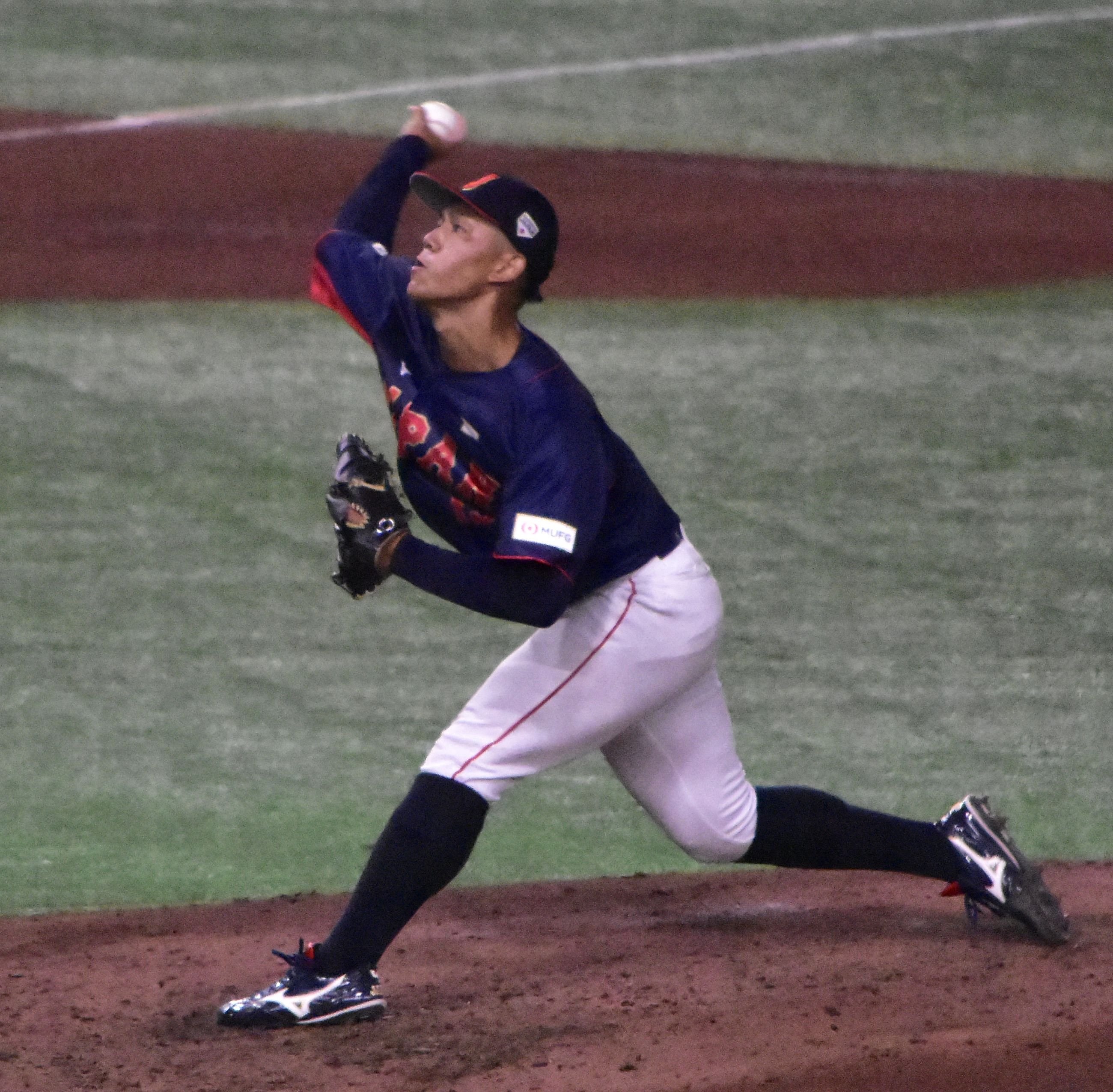
U-18野球日本代表戦で
（2023年8月28日 東京ドーム）

2023年10月26日に開催されたドラフト会議にて、福岡ソフトバンクホークスから2位指名を受けた。11月26日に契約金8000万円・年俸1200万円（いずれも金額は推定）で仮契約を結び、12月4日、福岡市内で入団発表会見が行われた。背番号は27。

### ソフトバンク時代
2024年は春季キャンプをB組でスタートし、オープン戦から一軍に昇格した。オープン戦ではリリーフとして起用され、4登板のうち3試合で複数イニングを投げたが、3戦全てで失点。計7回1/3を投げて防御率6.14という成績であったものの、開幕を一軍で迎えた。4月4日、千葉ロッテマリーンズ戦（福岡PayPayドーム）に救援としてプロ初登板し、1回を無失点に抑えた。9月15日のオリックス・バファローズ戦（京セラドーム大阪）でプロ初セーブ、9月22日の東北楽天ゴールデンイーグルス戦（みずほPayPayドーム福岡）では救援登板するとプロ初勝利を挙げた。

## 選手としての特徴
大学時代に最高回転数は2,780rpmを計測した質の良いストレートが最大の武器。最速は156km/hを計測している。
変化球はスライダー・スラーブ・フォークを投じる。

## 詳細情報

### 年度別投手成績
| 年 度     | 球 団        | 登 板 | 先 発 | 完 投 | 完 封 | 無 四 球 | 勝 利 | 敗 戦 | セ 丨 ブ | ホ 丨 ル ド | 勝 率 | 打 者 | 投 球 回 | 被 安 打 | 被 本 塁 打 | 与 四 球 | 敬 遠 | 与 死 球 | 奪 三 振 | 暴 投 | ボ 丨 ク | 失 点 | 自 責 点 | 防 御 率 | W H I P |
| --------- | ------------ | ----- | ----- | ----- | ----- | -------- | ----- | ----- | -------- | ----------- | ----- | ----- | -------- | -------- | ----------- | -------- | ----- | -------- | -------- | ----- | -------- | ----- | -------- | -------- | ------- |
| 2024      | ソフトバンク | 15    | 0     | 0     | 0     | 0        | 1     | 1     | 1        | 2           | .500  | 53    | 13.0     | 10       | 2           | 2        | 0     | 1        | 10       | 0     | 0        | 6     | 5        | 3.46     | 0.92    |
| 通算：1年 | 通算：1年    | 15    | 0     | 0     | 0     | 0        | 1     | 1     | 1        | 2           | .500  | 53    | 13.0     | 10       | 2           | 2        | 0     | 1        | 10       | 0     | 0        | 6     | 5        | 3.46     | 0.92    |

- 2024年度シーズン終了時

### 年度別守備成績
| 年 度 | 球 団        | 投手  | 投手  | 投手  | 投手  | 投手  | 投手     |
| 年 度 | 球 団        | 試 合 | 刺 殺 | 補 殺 | 失 策 | 併 殺 | 守 備 率 |
| ----- | ------------ | ----- | ----- | ----- | ----- | ----- | -------- |
| 2024  | ソフトバンク | 15    | 0     | 0     | 0     | 0     | ----     |
| 通算  | 通算         | 15    | 0     | 0     | 0     | 0     | ----     |

- 2024年度シーズン終了時

### 記録
初記録
- 初登板：2024年4月4日、対千葉ロッテマリーンズ3回戦（福岡PayPayドーム）、9回表に4番手で救援登板・完了、1回無失点[20]
- 初奪三振：同上、9回表に中村奨吾から空振り三振[20]
- 初ホールド：2024年9月8日、対埼玉西武ライオンズ23回戦（みずほPayPayドーム福岡）、6回表二死に2番手で救援登板、1/3回無失点[24]
- 初セーブ：2024年9月15日、対オリックス・バファローズ20回戦（京セラドーム大阪）、12回裏に6番手で救援登板・完了、1回無失点[21]
- 初勝利：2024年9月22日、対東北楽天ゴールデンイーグルス24回戦（みずほPayPayドーム福岡）、5回裏に2番手で救援登板、1/3回無失点[22]

### 背番号
- 27（2024年 - ）

### 代表歴
- 2023年 第44回日米大学野球選手権大会 日本代表